# فريد أبتون
فريدريك ستيفن أبتون (بالإنجليزية: Frederick Stephen Upton)‏ هو سياسي أمريكي من الحزب الجمهوري ولد في يوم 23 أبريل 1953 في بلدة سانت جوزيف في ميشيغان. هو عضو في مجلس النواب الأمريكي عن ولاية ميشيغان منذ سنة 1987 ويعرف بكونه جمهوري وسطي ومؤيد لتقنين ملكية السلاح. هو عم عارضة الأزياء الأمريكية الشهيرة كيت ابتون.